# АК-130
АК-130 — советская корабельная автоматическая пушка калибра 130 мм.

## История разработки
Разработка началась в июне 1976 года в КБ «Арсенал». Первоначально шла проработка одноствольной установки А-217, но позже приоритетной была признана двуствольная А-218. Выбор объяснялся большей скорострельностью и симпатией главкома ВМФ СССР адмирала С. Г. Горшкова. В пушке были впервые применены многие новшества: унитарный артиллерийский патрон, автоматическая перегрузка боеприпасов и другие.
Производство первых образцов — завод «Баррикады». Опытная эксплуатация на эсминце проекта 956 в течение 5 лет. Принята на вооружение постановлением СМ СССР от 1 ноября 1985 года.

## Описание
Двуствольность даёт АУ большую скорострельность (до 90 выстрелов в минуту), но это было достигнуто ценой значительного увеличения массы системы (АУ — 98 т, СУ — 12 т, механизированный погреб — 40 т). Наличие механизмов автоперезагрузки боеприпасов позволяет без участия дополнительной команды выпустить весь боекомплект до полного опустошения погребов. В АУ есть приборы коррекции прицела по всплескам падающих снарядов и визирный пост для стрельбы по береговым целям. Также орудие благодаря большой скорострельности и наличию нескольких типов специализированных снарядов может вести эффективную зенитную стрельбу (в боекомплект входят снаряды с дистанционным и радиолокационным взрывателями).

## Наведение
Наведение: система управления стрельбой «Лев-218» (МР-184) создана в КБ «Аметист» на базе СУ «Лев-114» (МР-114 от комплекса АК-100). По некоторым данным на эсминцах проекта 956 используется СУ «Лев-214» (МР-104). В состав системы входят РЛС сопровождения цели, ТВ-визир, лазерный дальномер ДВУ-2 (дальномерно-визирное устройство, разработано ЦНИИАГ и ПО «ЛОМО» с использованием системы автономной косвенной стабилизации лазерного луча в 1977 году), баллистический вычислитель, аппаратура селекции целей и помехозащиты. СУ стрельбой обеспечивает прием целеуказания от общекорабельных средств обнаружения, измерение параметров движения целей, выработку углов наведения орудий, корректировку стрельбы по всплескам, автоматическое слежение за снарядом.
- РЛС МР-184 — двухдиапазонная РЛС сопровождения целей, одновременно сопровождает 2 цели;
- дальность инструментальная — 75 км;
- дальность сопровождения целей — 40 км;
- масса системы — 8 т.

## Тактико-технические характеристики
- Калибр, мм: 130
- Длина ствола, мм/клб: 9100/70
- Длина отката — 520—624 мм
- Радиус обметания установки:
7803 мм по стволам
3050 мм по башне
- Угол ВН, град: −12 / +80
- Угол ГН, град: +200 / −200
- Максимальная скорость наведения, град/с:
вертикальная: 25
горизонтальная: 25
- Масса, кг: 89 000
- Скорострельность, выстр./мин.: 90 (45 выстрелов на ствол)
- Масса выстрела: <60 кг
- Начальная скорость снаряда, м/с: 850
- Дальность стрельбы, м: 23 000
- Боевой расчет: 4 чел.[1]

## Основные пользователи АК-130
АУ размещена на кораблях ВМФ России (проектов 956, 1144, 1164) и др. На эсминцах пр. 956 размещены две (носовая и кормовая) башни А-218: перед надстройкой на баке и за вертолётным ангаром. Сектор стрельбы по горизонтали в пределах по 100 градусов от борта, боезапас каждой башни — по 320 снарядов. Эсминцы проектов 956 и 956Э, а также их варианты стали первыми кораблями подобного класса, оснащёнными этими установками.
На ракетных крейсерах проектов 1164 и 1164А «Москва» установлено по одной установке А-218 на баке перед фальшбортом носового среза. Установка обеспечивает горизонтальный сектор стрельбы 210 градусов, имеет боезапас — 340 выстрелов. На крейсере «Москва» оснащена по системе модернизации прибором АСУ артиллерии «Пума» (аналог наземного комплекса «Подача») для централизованного «бесприцельного» наведения по целям близким к дальней границе поражения.
На тяжёлых атомных крейсерах (на самом первом из серии 2 башни АК-100 на всех последующих 1 башня АК-130) проекта 1144 «Киров»
(переименован в «Адмирал Ушаков») установлена одна башня А-218 в корме за ограждением кормового наблюдательного поста с сектором стрельбы 180 градусов. Установка монтируется на всех кораблях, кроме самого «Кирова», то есть на трёх последующих. Боезапас установки 440 выстрелов, она оснащена системой управления «Русь-А» от поста централизованного наведения корабельной артиллерии.
Ещё одним эксплуатантом установки является эсминец проекта 1155-3, переделанный из противолодочного корабля проекта 1155 «Удалой» под проект 956ЭСМ-1 с установкой двух пакетов ПКРК 3М80 и одной спаренной башни А-218 в носу с боезапасом 210 снарядов.

## Боекомплект
Снаряды унифицированы с установками А-217, А-218, А-222 и А-192М
- Ф-44 — фугасный снаряд, масса снаряда 33,4 кг, масса ВВ — 3,56 кг, взрыватель 4МРМ;
- ЗС-44 — зенитный снаряд, масса снаряда 33,4 кг, масса ВВ — 3,56 кг, взрыватель ДВМ-60М1;
- ЗС-44Р — зенитный снаряд, масса снаряда 33,4 кг, масса ВВ — 3,56 кг, взрыватель АР-32.

Радиус поражения целей зенитными снарядами:
- 8 м (радиовзрыватель, ПКР),
- 15 м (радиовзрыватель, летательные аппараты).

Масса снаряда — 52,8 кг. Длина снаряда — 1364—1369 мм. Заряжание унитарное.

## Фото

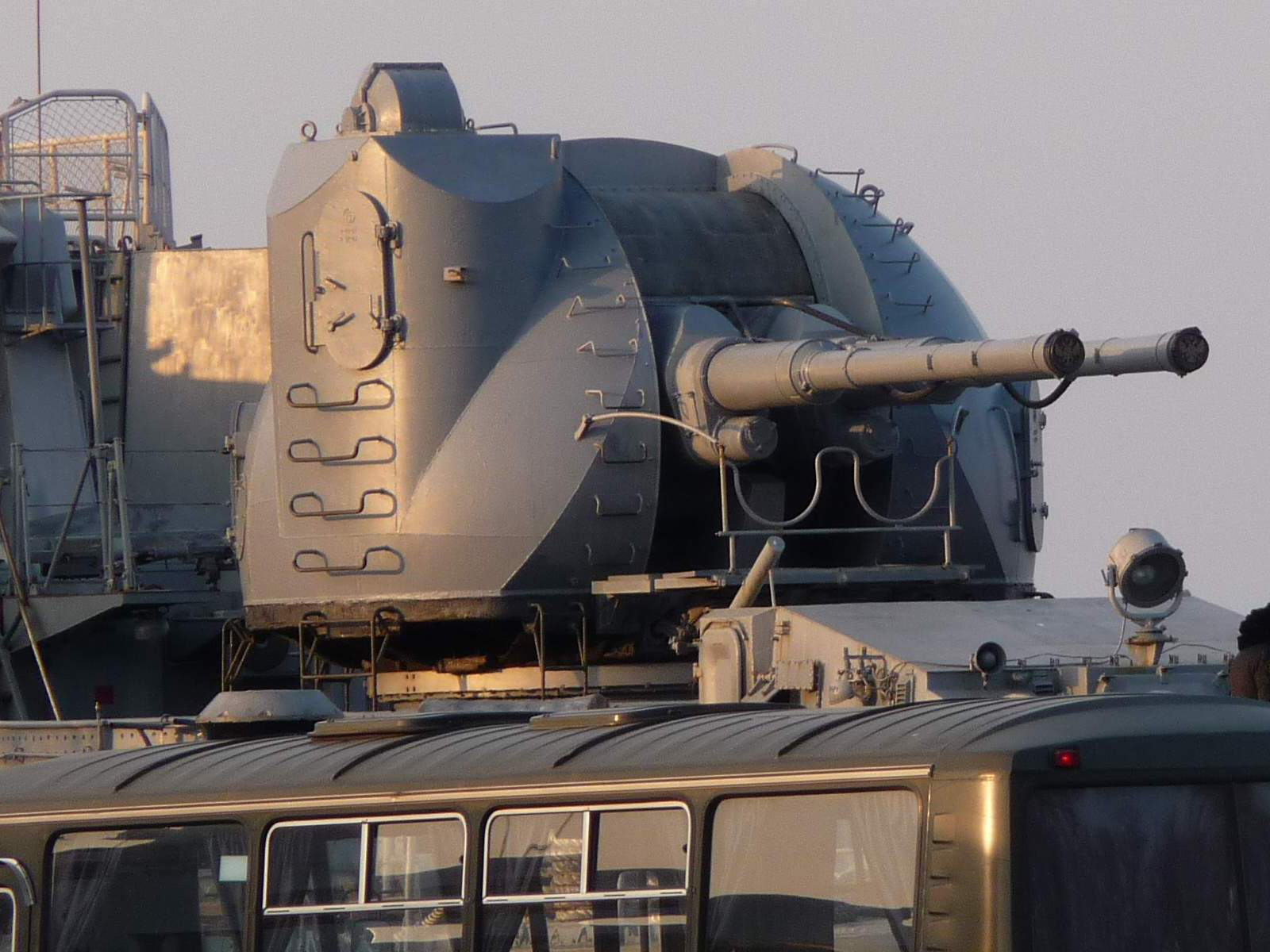
АК-130 на эсминце «Быстрый» во Владивостоке, 10 марта 2016 г.

## Корабли, оснащённые АК-130
- Ракетные крейсера проекта 1164 «Атлант»
- Большие противолодочные корабли проекта 1155.1
- Крейсера проекта 1144 «Орлан»
- Эскадренные миноносцы проекта 956 «Сарыч»